# Marco Coltellini

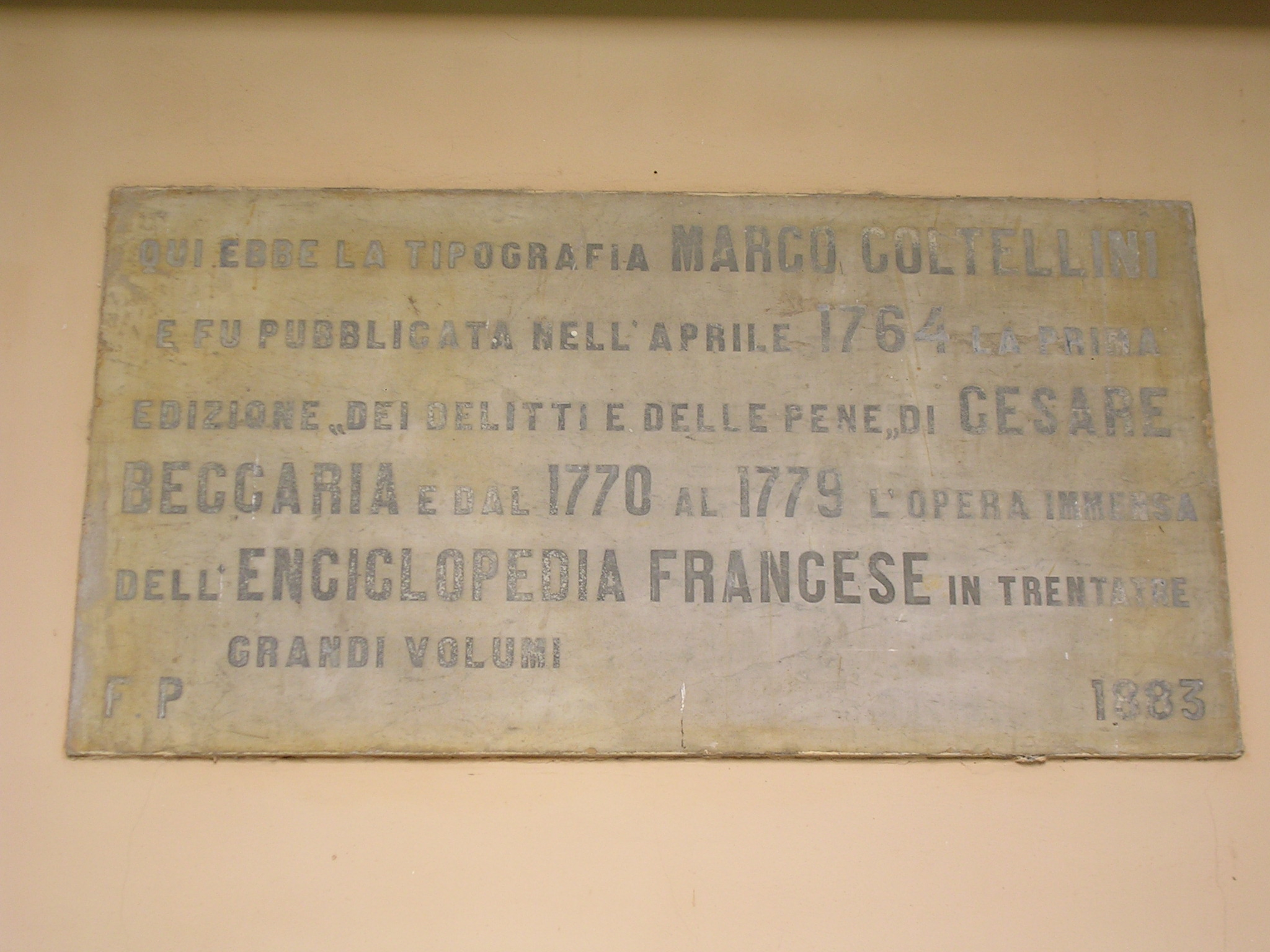
Lapide commemorativa della Tipografia Coltellini, a Livorno

Marco Coltellini (Montepulciano, 24 maggio 1724 – San Pietroburgo, 11 novembre 1777) è stato un librettista, poeta e editore italiano.

## Biografia

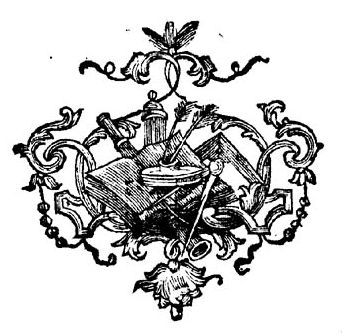
Marca tipografica di Coltellini

Da giovane si dedicò completamente agli studi ecclesiastici, tant'è che fu nominato abate, ma ben presto ruppe il celibato sposandosi, così che la sua carriera religiosa finì. Dal matrimonio ebbe quattro figlie (una delle quali fu un noto soprano, Celeste Coltellini). Iniziò quindi la professione di editore, sempre a Livorno, acquistando la preesistente stamperia all'Insegna della Verità, in Via Grande, nel 1762. Iniziò a pubblicare opere nel 1763 come il Saggio sopra l'opera in musica di Francesco Algarotti.
Nello stesso anno pubblica anche il Gazzettiere Americano, prima traduzione italiana del The American Gazeteer pubblicato l'anno prima a Londra.
Inoltre, nella Tipografia Coltellini, ubicata presso il Bagno dei forzati, vennero stampate la prima edizione del Dei delitti e delle pene di Cesare Beccaria (nel 1764, in forma anonima) e, nel 1770, la terza edizione dell'Encyclopédie ou Dictionnaire raisonnè des Sciences, des Arts et des Métiers di Diderot e D'Alembert.
Accanto al mestiere editoriale Coltellini si dedicò all'attività di librettista e di poeta. Il suo primo libretto d'opera fu L'Almeria, scritto nel 1761 e dedicato a Pietro Metastasio, il quale giudicando positivamente questo testo, favorì la carriera librettistica di Coltellini, che da questo momento fu in continua crescita; questo, però, portò al lento abbandono dell'occupazione editoriale. Nel 1764 si diresse a Vienna invitato dal librettista Ranieri de' Calzabigi. Ivi diventò il successore di Metastasio come poeta di corte. Nel 1768 revisionò il libretto goldoniano de La finta semplice per Wolfgang Amadeus Mozart. Nel 1772 scrisse una satira che colpiva indirettamente l'imperatrice Maria Teresa. Questo portò alla perdita del prestigioso posto; partì quindi per San Pietroburgo, ove operò come librettista del Teatro Imperiale fino alla morte, avvenuta nel novembre 1777.

## Stile
Lo stile del Coltellini, nelle opere serie, fu influenzato inizialmente dalla poetica metastasiana e poi da quella di Ranieri de' Calzabigi; nelle opere buffe, invece, seguì i modelli goldoniani, dei quali rielaborò i temi e i personaggi. In seguito i suoi lavori acquisirono un carattere più originale: iniziò a curare gli intrecci scontati e più complicati e cercò di raggiungere la linearità delle tragedie classiche.

## Legami familiari
- Celeste Coltellini (1764-1829) figlia e celebre soprano.
- Tommaso Masi (1743-1822) nipote ex-sorore e celebre editore livornese.
- Glauco Masi (1775-1860) figlio di Tommaso, pronipote di Marco e celebre tipografo livornese.